# Винкбонс, Давид
Давид Винкбонс, Давид Винкбунс, Винкбоонс, Винкбумс (нидерл. David Vinckboons или Vinckebooms; крещён 13 августа 1576, Мехелен, Южные Нидерланды — 1632, Амстердам) — голландский живописец и гравёр Золотого века. Старший представитель большой семьи художников из Южных Нидерландов.

## Семья Винкбонс
Давид был сыном Филиппа Винкбонса Старшего, живописца-акварелиста, происходившего из фламандского города Мехелна в провинции Антверпен. Около 1580 года семья переехала в Антверпен, а затем, в 1585 году, после испанской оккупации города, — в Мидделбург. В 1602 году Давид Винкбонс женился на Агнете ван Лон, дочери нотариуса, с которой имел по крайней мере десять детей. Одним из них был картограф Йоханнес Вингбонс, другие — архитекторы Филипс и Юстус Винкбонс.

## Творчество Давида Винкбонса
Давид Винкбонс был одним из самых плодовитых и популярных живописцев и гравёров в Нидерландах. Находясь под влиянием Питера Брейгеля Старшего, он, вместе с Хансом Болом и Рулантом Савереем, сыграл важную роль в развитии живописи бытового жанра в северных Нидерландах.
Винкбонс «писал пейзажи со сценами деревенских праздников, часто с сатирическим или философским подтекстом, гротесками, фантастическими персонажами, соединяя в своём творчестве черты фламандского и голландского стилей». Он также писал картины на библейские сюжеты, например «Товия и Ангел» (1619), а его пейзажи свидетельствуют о его контактах с Гиллисом ван Конинкслоо.
Лучшие из его произведений:
- «Лотерея при огневом освещении перед фасадом убежища стариков в Амстердаме» (Амстердам);
- «Раздача хлеба при монастырских дверях» (Берлин);
- «Иисус Христос, идущий на Голгофу».

В Санкт-Петербургском Эрмитаже имеются пять произведений этого художника: «Лес», «Проповедь Христа на Генисаретском озере», «Охотники в лесу», «Пейзаж с крещением евнуха апостолом Филиппом», «Выезд на охоту».
Среди его учеников были Клас Янсон Висхер, Гиллис Клас де Хондекутер и, вероятно, Эсайас ван де Велде. Оказал влияние на творчество Хендрика Аверкампа.

## Галерея
- Крестьянский праздник. Ок. 1629. Дерево, масло. Музей изящных искусств, Кемпер. Франция
- Слепой шарманщик. Ок. 1607. Дерево, масло. Частное собрание
- Крестьянские развлечения. 1619. Дерево, масло. Рейксмюсеум, Амстердам
- Иисус исцеляет слепых. 1608. Дерево, масло. Музей Гельвинк-Хинлопен, Амстердам
- Повозка в лесу. Холст, масло. Национальный музей Сербии